# Sidney Abbott
Sidney Afton Abbott (11 juli 1937 - 15 april 2015) was een Amerikaanse feministische en lesbische activist en schrijfster.  Ze was actief lid van de National Organization for Women, waar ze zich niet alleen voor vrouwenrechten beijverde, maar ook voor die van lesbische vrouwen. Abbot was betrokken bij de actie Lavender Menace en schreef, samen met Barbara Love, het boek Sappho Was a Right-on Woman: A Liberated View of Lesbianism.

## Leven en carrière
Abbott werd in 1937 geboren in een militaire familie. Ze volgde onderwijs aan het Smith College en studeerde in 1961 af aan de Universiteit van New Mexico . Daarna ging ze naar de Columbia University, waar ze stadsplanning studeerde.
In 1969 trad ze toe tot de National Organization for Women (NOW) en werd een van de eersten die zich uitsprak voor lesbo-rechten, op bijeenkomsten van de New Yorkse afdeling en aan de Columbia-universiteit . 
Halverwege de jaren zeventig lobbyde ze samen met Barbara Love, met succes, voor de oprichting van een NOW-projectgroep die zich zou beijveren voor lesbische kwesties. Op de nationale NOW-conferentie in Philadelphia in 1976 eiste Abbott dat 1% van het budget van de organisatie naar de taskforce zou gaan, waarmee men akkoord ging.
Abbott was lid van het oprichtingsbestuur van de 'National Gay and Lesbian Task Force' en zorgde ervoor dat het bestuur van de organisatie uit evenveel homoseksuele mannen als lesbische vrouwen bestond. Ze werd door de president van Manhattan Borough benoemd tot lid van het gemeenschapsplanningscomité en ze was de eerste openlijk homoseksuele persoon in die functie. Abbott was ook programmaontwikkelaar voor twee afdelingen van het stadsbestuur van New York. Ze was medevoorzitter van het New York Performing Arts Center en was politiek actief in het North Fork- gebied van Long Island.
Abbott behoorde samen met Kate Millett, Phyllis Birkby, Alma Routsong en Artemis March tot de leden van CR One, de eerste lesbisch-feministische vrouwenpraatgroep.

## Latere jaren
Abbott woonde in Southold, New York . In 2007 richtte ze de non-profitorganisatie Women's Rights are Human Rights op. In 2008 startte ze een nieuwsbrief, In Our Shoes, over politiek, klasse en armoede.  Haar persoonlijke archieven bevinden zich in de Sophia Smith-collectie aan het Smith College en in de feministische verzameling NOW-biografieën van het Radcliff College .

## Overlijden
Op 15 april 2015 kwam Abbott bij een woningbrand in Southold (New York) om het leven.

## Werken
- Sidney Abbott (1972). Woman in Sexist Society: Studies in Power and Powerlessness. New American Library, "Is Women's Liberation a Lesbian Plot?". ISBN 978-0-465-09199-7.
- Sidney Abbott, Barbara Love (1977). Sappho was a Right-on Woman: A Liberated View of Lesbianism. Stein and Day. ISBN 978-0-8128-2406-3.